# Radoslav Suchý
Radoslav Suchý (Kežmarok, 7 aprile 1976) è un hockeista su ghiaccio slovacco.

## Palmarès

### Mondiali
- 2 medaglie:
  - 1 argento (Russia 2000)
  - 1 bronzo (Finlandia 2003)